# Lucilia lopezmirandae
Lucilia lopezmirandae là một loài thực vật có hoa trong họ Cúc. Loài này được (Cabrera) S.E.Freire mô tả khoa học đầu tiên năm 1986.